# Монсан
Монса́н (порт. Monção; МФА: [mõ.ˈsɐ̃w]) — муніципалітет і містечко в Португалії, в окрузі Віана-ду-Каштелу. Розташований у північній частині країни, на теренах історичної португальської провінції Дору-Міню. Належить до Віано-Каштельської діоцезії Католицької церкви в Португалії. Права міського самоврядування має з 1261 року. Поділяється на 24 парафії. За адміністративним поділом, чинним до 1976 року, був складовою провінції Міню. Площа муніципалітету — 211,31 км², населення муніципалітету — 19230 ос. (2011); густота населення — 91 осіб/км²
. Патрон — Діва Марія. Святковий день муніципалітету — 12 березня. Поштовий індекс — 4950.  Код місцевої адміністративної одиниці — 1604. Складова статистичного регіону Північ.

## Назва
- Монсан (порт. Monção, стара орфографія: порт. Monsão)

## Географія
Монсан розташований на північному заході Португалії, на півночі округу Віана-ду-Каштелу, на португальсько-іспанському кордоні.
Містечко розташоване за 50 км на північний схід від міста Віана-ду-Каштелу, на лівому березі річки Міню.
Монсан межує на півночі з Іспанією, на сході — з муніципалітетом Мелгасу, на півдні — з муніципалітетом Аркуш-де-Валдевеш, на південному заході — з муніципалітетом Паредеш-де-Кора, на заході — з муніципалітетом Валенса.

## Історія
1261 року португальський король Афонсу III надав Монсану форал, яким визнав за поселенням статус містечка та муніципальні самоврядні права.

## Населення
| Кількість мешканців | Кількість мешканців | Кількість мешканців | Кількість мешканців | Кількість мешканців | Кількість мешканців | Кількість мешканців | Кількість мешканців | Кількість мешканців | Кількість мешканців | Кількість мешканців | Кількість мешканців | Кількість мешканців | Кількість мешканців | Кількість мешканців |
| ------------------- | ------------------- | ------------------- | ------------------- | ------------------- | ------------------- | ------------------- | ------------------- | ------------------- | ------------------- | ------------------- | ------------------- | ------------------- | ------------------- | ------------------- |
| 1864                | 1878                | 1890                | 1900                | 1911                | 1920                | 1930                | 1940                | 1950                | 1960                | 1970                | 1981                | 1991                | 2001                | 2011                |
| 22 297              | 24 337              | 24 857              | 24 077              | 26 800              | 25 448              | 24 585              | 27 566              | 28 040              | 27 393              | 24 600              | 23 799              | 21 799              | 19 956              | 19 230              |

## Транспорт
- Автостради N101, N202, N403.

## Парафії
- Абедін
- Аньойш
- Бадим
- Барбейта
- Барросаш-і-Таяш
- Бела
- Камбезеш
- Сейвайнш
- Кортеш
- Лапела
- Лара
- Лонгуш-Валеш
- Лорделу
- Лузіу
- Мазеду
- Меруфе
- Мессегайнш
- Монсан
- Морейра
- Параду
- Піаш
- Піньейруш
- подам
- Портела
- Ріба-де-Мору
- Сагу
- Сегуде
- Са
- Танжу
- Тропоріш
- Тровішкозу
- Труте
- Валадареш